# Abdou Traoré
Pour les articles homonymes, voir Traoré.
Abdou Traoré, né le 17 janvier 1988 à Bamako, est un footballeur international malien qui évolue au poste de milieu relayeur.

## Biographie

### FC Girondins de Bordeaux
Formé au CO Bamako du Mali, il rejoint le centre de formation des Girondins de Bordeaux à l'été 2006 à 18 ans. En décembre 2007, alors qu'il n'a pas encore signé son contrat professionnel, il dispute son premier match avec l'équipe première lors d'une confrontation contre les Grecs du Panionios Athènes en Coupe de l'UEFA. Le jeune international malien qui possède des qualités de vitesse balle au pied phénoménales montre une excellente vision du jeu. Il signe son premier contrat professionnel au mois de mai 2008, en même temps que Wilfried Moimbé, Floyd Ayité et Cheick Diabaté. Lors de la saison 2008-09, Abdou Traoré fait des apparitions plus régulières en équipe première et montre un gros potentiel.
En décembre 2009, on parle d'un intérêt de prestigieuses formations espagnoles dont fait partie le FC Barcelone. Souvent mis à la disposition de la CFA, il commence à être régulièrement convoqué en équipe première tout comme Grégory Sertic ou bien Ludovic Sané, jeunes joueurs issus du centre de formation des Girondins de Bordeaux. 
Il apparaît à plusieurs reprises en Ligue des champions. Face au Maccabi Haïfa, il délivre une passe décisive à Jussiê. À la fin du mercato estival 2010, il est prêté à l'OGC Nice sans option d'achat.
Après 11 années au sein du club dont 9 en tant que professionnel, les Girondins libèrent le joueur et ne renouvellent pas son contrat à la fin de la saison 2016-2017.

### OGC Nice
Le 31 août 2010, il rejoint l'OGC Nice sous la forme d'un prêt. Le 12 septembre 2010, lors de la 5e journée de Ligue 1, il joue son premier match avec l'OGC Nice contre les Girondins de Bordeaux en remplaçant Danijel Ljuboja à la 69e minute. Il inscrit son premier but sous ses nouvelles couleurs au Stade Vélodrome lors de la 32e journée de Ligue 1 contre l'Olympique de Marseille, ce qui n'empêche pas Nice de s'incliner sur le score de 4 buts à 2.

### Équipe nationale
En 2009, Abdou Traoré revêt pour la première fois le maillot du Mali lors d'un match amical contre l'Angola remporté 0-4.
Il fait partie du groupe de 23 joueurs retenus pour l'édition 2010 de la CAN dévoilé par le sélectionneur du Mali Stephen Keshi. Mais le Mali ne parvient pas à se qualifier pour les quarts de finale de la Coupe d'Afrique des Nations. Il a inscrit 2 buts avec l'équipe nationale.
Le samedi 4 septembre 2010, Abdou Traoré est avec les Aigles du Mali pour affronter le Cap-Vert en éliminatoires de la CAN 2012.

## Statistiques
| Saison                | Club                     | Championnat           | Championnat | Championnat | Coupe(s) nationale(s) | Coupe(s) nationale(s) | Compétition(s) continentale(s) | Compétition(s) continentale(s) | Compétition(s) continentale(s) | Total | Total |
| Saison                | Club                     | Division              | M.          | B.          | M.                    | B.                    | Comp.                          | M.                             | B.                             | M.    | B.    |
| 2007-2008             | FC Girondins de Bordeaux | Ligue 1               | -           | -           | -                     | -                     | C3                             | 1                              | 0                              | 1     | 0     |
| 2008-2009             | FC Girondins de Bordeaux | Ligue 1               | 13          | 0           | 5                     | 0                     | C3                             | 1                              | 0                              | 19    | 0     |
| 2009-2010             | FC Girondins de Bordeaux | Ligue 1               | 10          | 0           | 1                     | 0                     | C1                             | 2                              | 0                              | 13    | 0     |
| Sous-total            | Sous-total               | Sous-total            | 23          | 0           | 6                     | 0                     | -                              | 4                              | 0                              | 33    | 0     |
| 2010-2011             | OGC Nice                 | Ligue 1               | 23          | 1           | 5                     | 0                     | -                              | -                              | -                              | 28    | 1     |
| Sous-total            | Sous-total               | Sous-total            | 23          | 1           | 5                     | 0                     | -                              | -                              | -                              | 28    | 1     |
| 2011-2012             | FC Girondins de Bordeaux | Ligue 1               | 9           | 1           | 1                     | 0                     | -                              | -                              | -                              | 10    | 1     |
| 2012-2013             | FC Girondins de Bordeaux | Ligue 1               | 9           | 0           | 1                     | 0                     | C3                             | 1                              | 0                              | 11    | 0     |
| 2013-2014             | FC Girondins de Bordeaux | Ligue 1               | 17          | 1           | 2                     | 0                     | C3                             | 4                              | 0                              | 23    | 1     |
| 2014-2015             | FC Girondins de Bordeaux | Ligue 1               | 17          | 0           | 3                     | 1                     | -                              | -                              | -                              | 20    | 1     |
| 2015-2016             | FC Girondins de Bordeaux | Ligue 1               | 10          | 0           | 6                     | 0                     | C3                             | 4                              | 0                              | 20    | 0     |
| 2016-2017             | FC Girondins de Bordeaux | Ligue 1               | 6           | 0           | 2                     | 0                     | -                              | -                              | -                              | 8     | 0     |
| Sous-total            | Sous-total               | Sous-total            | 68          | 2           | 15                    | 1                     | -                              | 9                              | 0                              | 92    | 3     |
| Total sur la carrière | Total sur la carrière    | Total sur la carrière | 114         | 3           | 26                    | 1                     | -                              | 13                             | 0                              | 153   | 4     |

## Palmarès

### Titres remportés avec leFC Girondins de Bordeaux
- Championnat de France de football (1) :
  - Champion : 2009
- Coupe de la Ligue (1) :
  - Vainqueur : 2009
  - Finaliste : 2010
- Coupe de France (1) :
  - Vainqueur : 2013
- Trophée des champions (2) :
  - Vainqueur : 2008, 2009